# جامع المنصورية الكبير
جامع المنصورية الكبير هو من مساجد العراق التاريخية الأثرية في ديالى، ويقع في ناحية المنصورية ، وشيد في عهد الدولة العثمانية في عام 978هـ/1570م تقريبا، وبقي الجامع محافظاً على صفتهِ التراثية الأثرية وذلك لعدم هدم المسجد حيث إن أهالي المنطقة عندما أحتاجوا لتوسعتهِ بنوا مسجداً حديثاً بالقرب منه عام 1400هـ/1980م، ويفتح في المناسبات الدينية باب الحرم القديم ليسع أعداد أكثر من المصلين.
وتبلغ مساحة الجامع 1000م2 تقريباً، وفيه مصلى يتسع لأكثر من 400 مصل، وفيه منارة مئذنة قديمة. ويعتبر الجامع من أهم المعالم التاريخية الأثرية في المنصورية.
وتقام في الجامع حاليا صلاة الجمعة وصلاة العيدين والصلوات الخمس المكتوبة.